# Heidi Diethelm Gerber
Heidi Diethelm Gerber (Münsterlingen, 20 marzo 1969) è una tiratrice a segno svizzera, vincitrice della medaglia di bronzo ai Giochi olimpici di Rio de Janeiro 2016 nella pistola 25m.

## Palmarès
- Olimpiadi

Rio de Janeiro 2016: bronzo nella pistola 25 metri.
Giochi Europei
I Giochi europei: oro nella pistola 25m.